# Dos de baleine
Ne doit pas être confondu avec Roche moutonnée ou Drumlin.

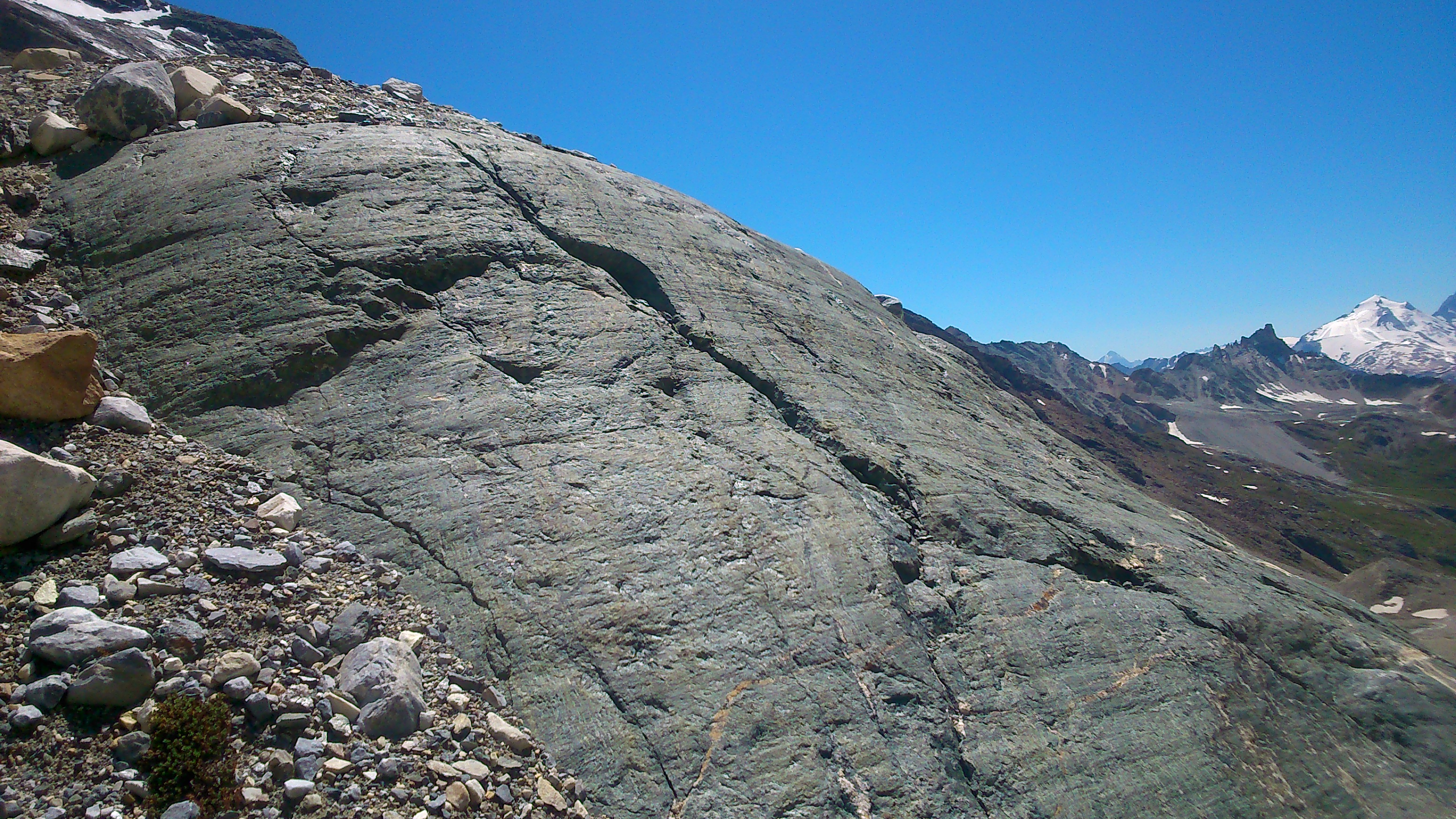
Dos de baleine au glacier de Rhêmes-Golette dans la réserve naturelle nationale de la Grande Sassière en France.

Un dos de baleine est, en glaciologie, l'aspect que peut prendre le socle rocheux affleurant après le travail d'érosion d'un glacier, la roche présentant alors un aspect massif, convexe, généralement allongé, poli et éventuellement strié,.

## Caractéristiques
Un dos de baleine peut avoir des dimensions de l'ordre de quelques mètres à plusieurs centaines de mètres. Ils sont parfois associés aux roches moutonnées.
Le déplacement de la glace au contact du dos de baleine peut y laisser des stries et des abrupts d'arrachement qui renseignent respectivement sur l'orientation et le sens du déplacement du glacier.

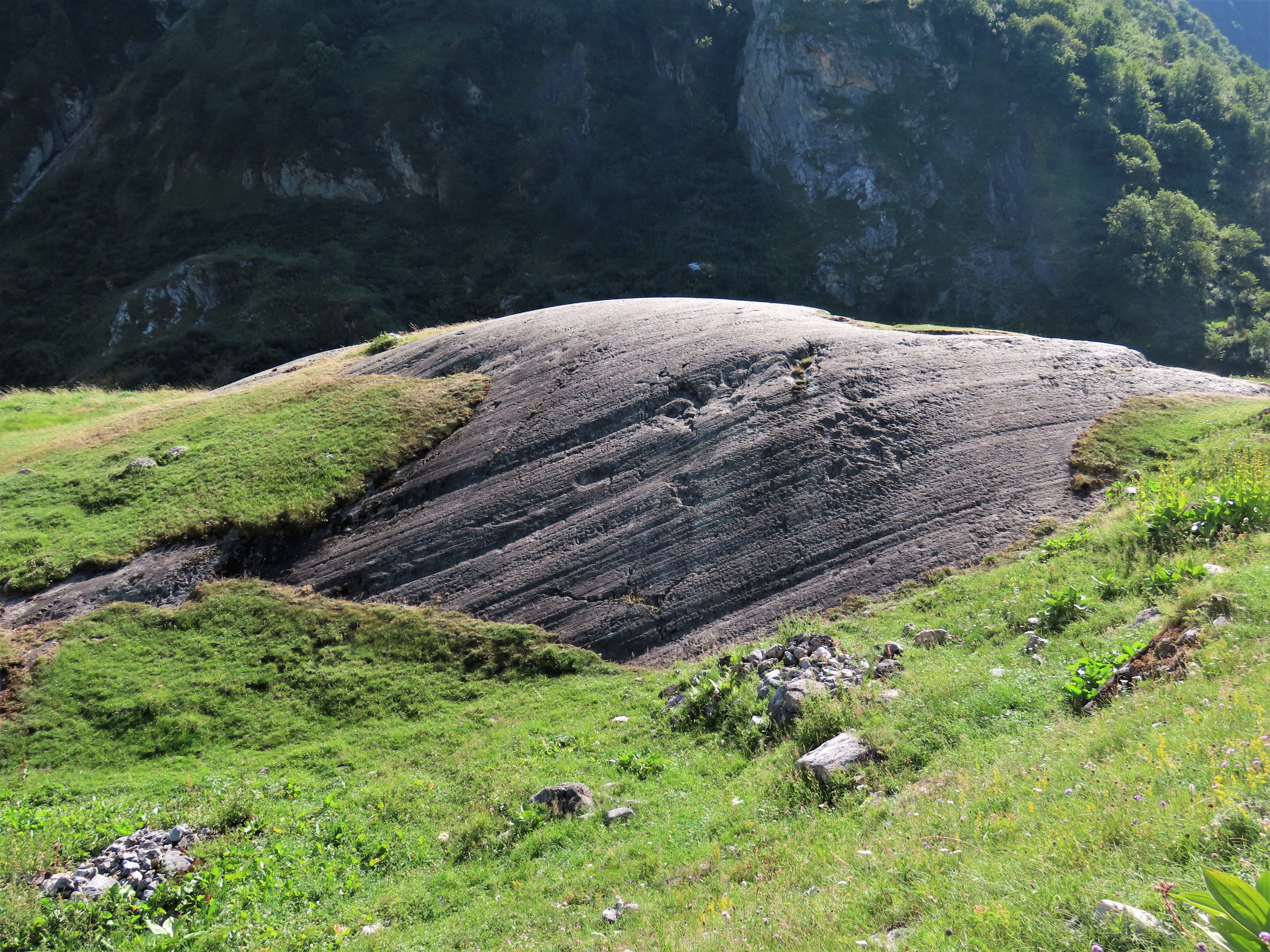
Dos de baleine dans la vallée du Doron de Champagny en France.
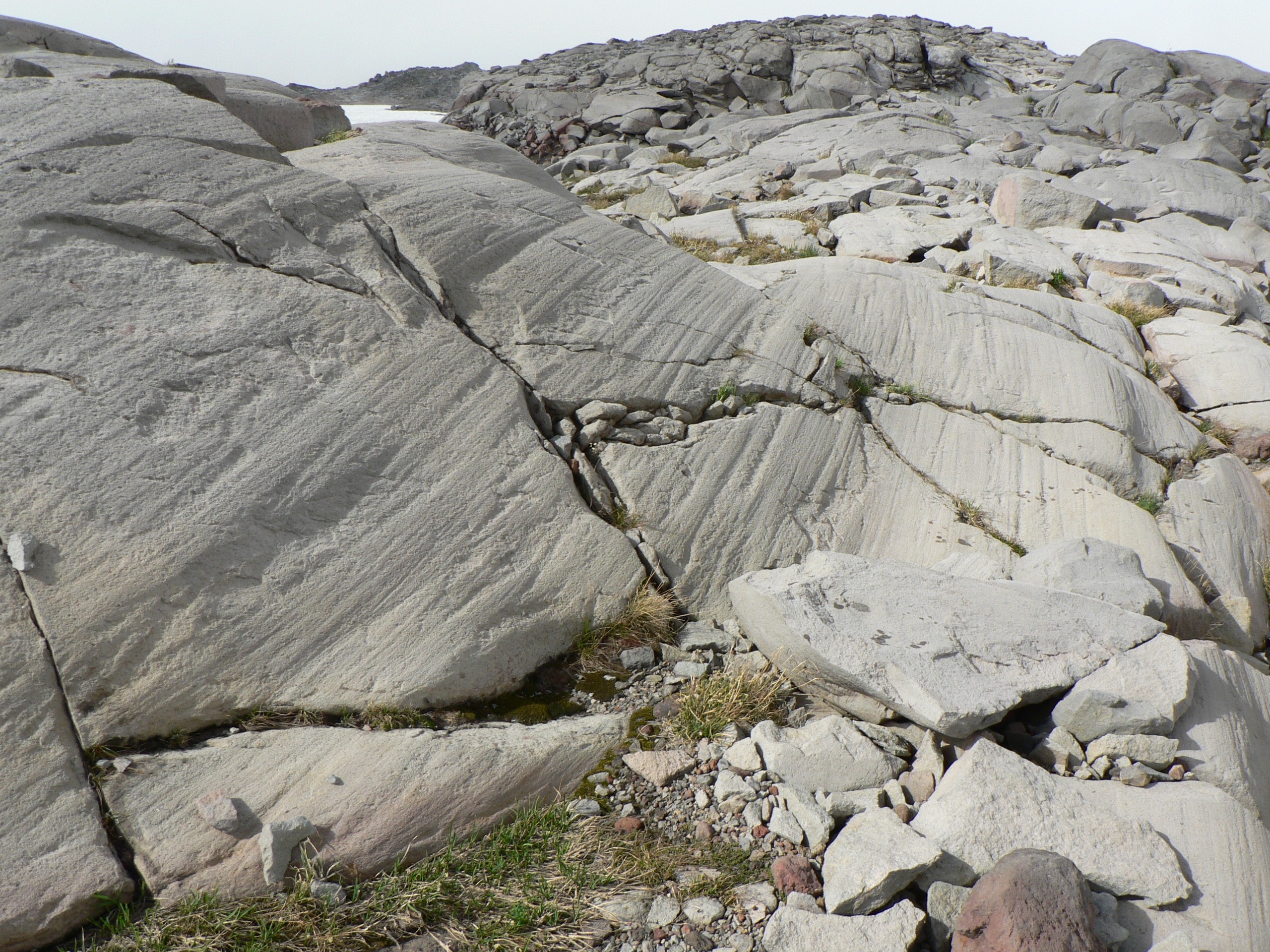
Dos de baleine strié dans le parc national du mont Rainier aux États-Unis.
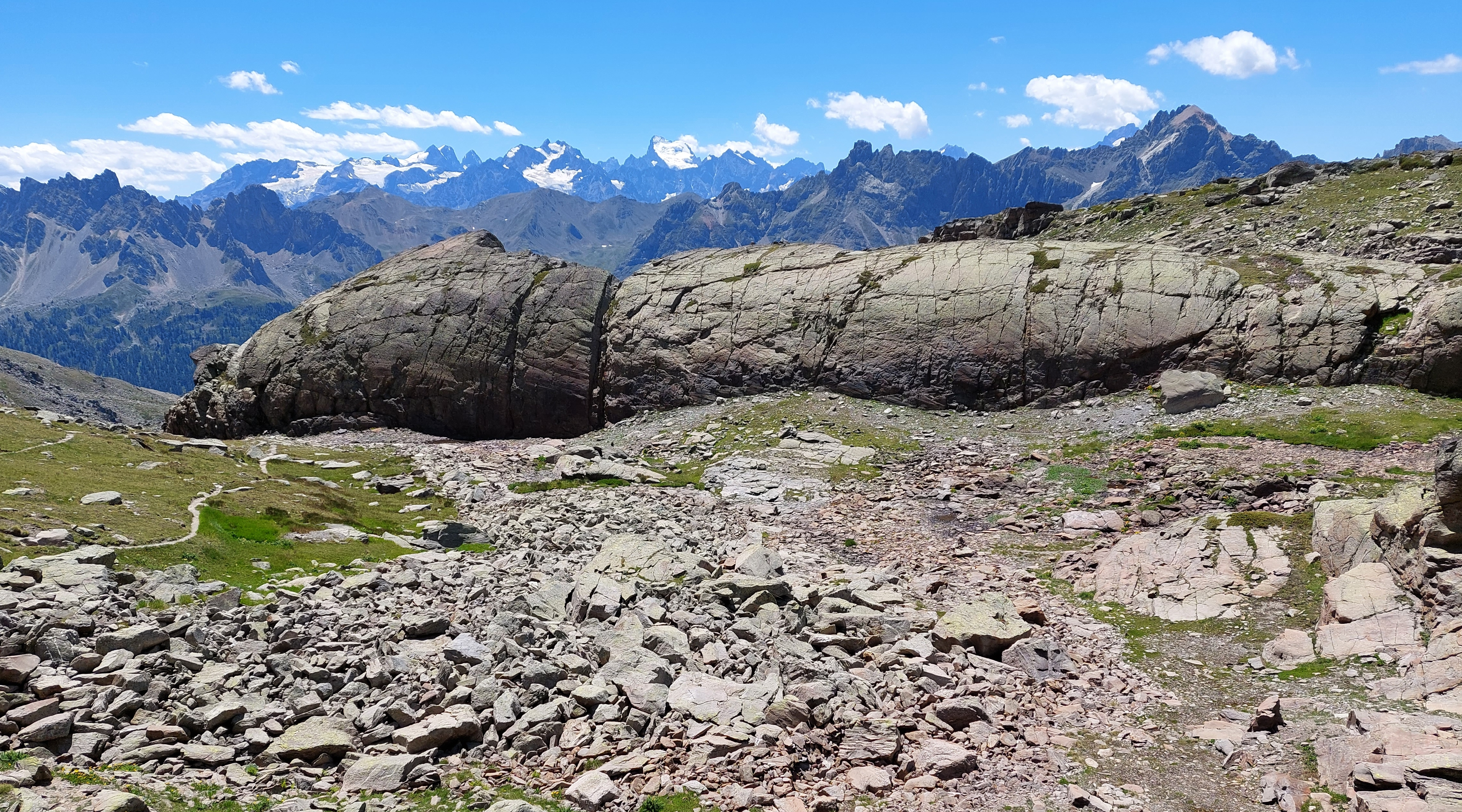
Dos de baleine dans la vallée de la Clarée en France.
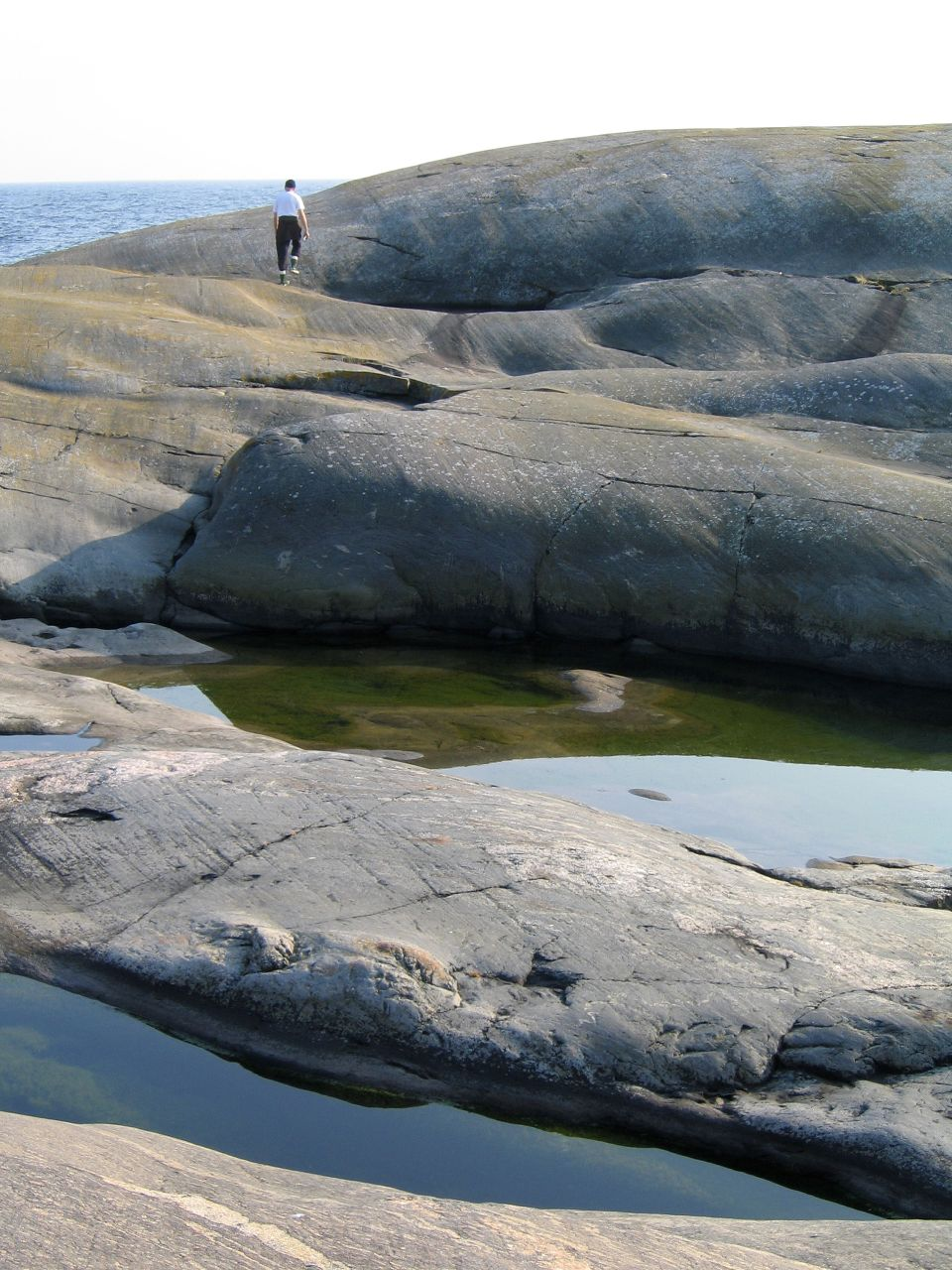
Dos de baleine sur la côte finlandaise.
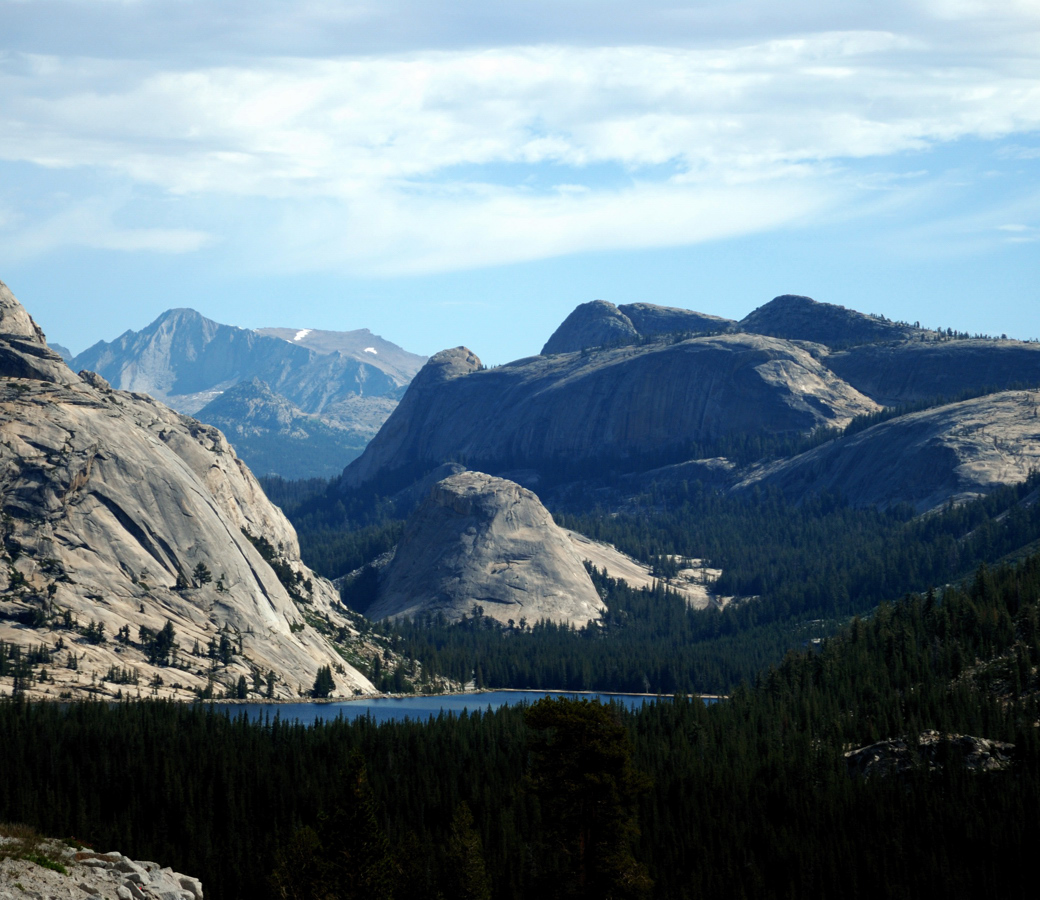
Montagnes formées de dos de baleine autour du lac Tenaya dans le parc national de Yosemite aux États-Unis.
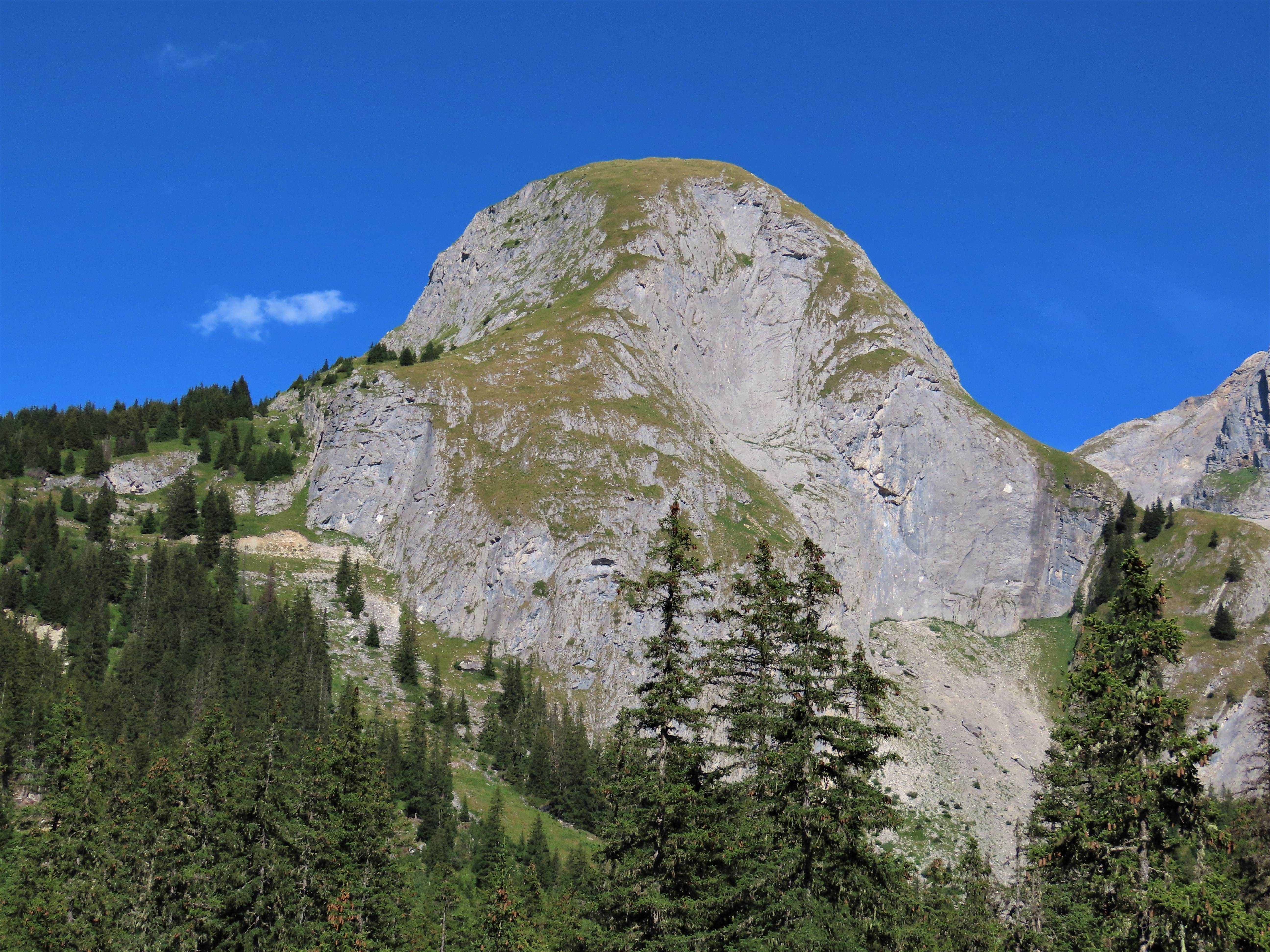
Le Moriond, dos de baleine dans le massif de la Vanoise, en France.